# Giuseppe Pellegrini
Pour les articles homonymes, voir Pellegrini.
Giuseppe Pellegrini, né le 25 octobre 1925 à Gênes (Ligurie) et mort en juillet 1991 à Rome (Latium), est un réalisateur, scénariste et acteur italien.

## Biographie
De 1941 à 1943, Pellegrini suit des cours d'art dramatique au Teatro sperimentale de Florence, où sa famille s'était installée dans son enfance, et joue ensuite dans différentes compagnies théâtrales. En tant qu'acteur, on peut le voir dans l'épisode florentin de Païsa de Luchino Visconti. Parallèlement, il écrit des récits et travaille sur des scénarios de romans-photos. En 1958, il commence à travailler pour le cinéma en tant qu'assistant réalisateur d'Albino Principe (it), mais il écrit avant tout des scénarios jusqu'en 1970, principalement pour Renato Polselli. En 1967, il met en scène Gli angeli del fango sur les inondations catastrophiques de sa ville d'adoption, film dans lequel il occupe également de nombreuses fonctions et dont le producteur Bellincioni est officiellement le réalisateur. En 1972, il co-réalise un film avec Principe, puis en 1973 Sur le fil du rasoir, un giallo passé largement inaperçu signé sous le pseudonyme de « M. Mollin ». Enfin, dans les années 1980, Pellegrini écrit pour des films pornographiques de Franco Lo Cascio, parfois sous le pseudonyme « Joseph Pilgrim ».

## Filmographie non exhaustive

### Réalisateur
- 1967 : Gli angeli del fango
- 1973 : Sur le fil du rasoir (Giorni d'amore sul filo di una lama)

### Scénariste
- 1960 : La Maîtresse du vampire (L'amante del vampiro) de Renato Polselli
- 1961 : Aux mains des SS (it) (Ultimatum alla vita) de Renato Polselli
- 1964 : L'Orgie des vampires (Il mostro dell'opera) de Renato Polselli
- 1966 : Mondo pazzo... gente matta! de Renato Polselli
- 1966 : Sette donne d'oro contro due 07 de Vincenzo Cascino
- 1967 : Le 7 cinesi d'oro de Vincenzo Cascino
- 1970 : Un giorno, una vita d'Albino Principe (it)
- 1973 : Sur le fil du rasoir (Giorni d'amore sul filo di una lama) de lui-même

### Réalisateur de la seconde équipe
- 1958 : Il segreto delle rose d'Albino Principe (it)
- 1961 : Aux mains des SS (it) (Ultimatum alla vita) de Renato Polselli
- 1964 : Le sette vipere (it) de Renato Polselli
- 1966 : Mondo pazzo... gente matta! de Renato Polselli
- 1967 : Le 7 cinesi d'oro de Vincenzo Cascino